# Sophronisca duprixi
Sophronisca duprixi är en skalbaggsart som beskrevs av Pierre Lepesme och Stefan von Breuning 1955. Sophronisca duprixi ingår i släktet Sophronisca och familjen långhorningar. Inga underarter finns listade i Catalogue of Life.